# Haplanister
Haplanister is een geslacht van kevers uit de familie van de loopkevers (Carabidae). De wetenschappelijke naam van het geslacht is voor het eerst geldig gepubliceerd in 1996 door Moore.

## Soorten
Het geslacht Haplanister is monotypisch en omvat slechts de volgende soort:
- Haplanister crypticus Moore, 1996